# Rush Creek
Rush Creek är en ort i Australien. Den ligger i kommunen Moreton Bay och delstaten Queensland, omkring 33 kilometer nordväst om delstatshuvudstaden Brisbane. Antalet invånare är 497. Den ligger vid sjön Lake Samsonvale.
Runt Rush Creek är det ganska tätbefolkat, med 166 invånare per kvadratkilometer.. Närmaste större samhälle är Narangba, nära Rush Creek.
I omgivningarna runt Rush Creek växer huvudsakligen savannskog. Genomsnittlig årsnederbörd är 1 222 millimeter. Den regnigaste månaden är januari, med i genomsnitt 252 mm nederbörd, och den torraste är september, med 30 mm nederbörd.